# Nuxis
Nuxis ist eine italienische Gemeinde (comune) mit 1420 Einwohnern (Stand 31. Dezember 2023) in der Provinz Sulcis Iglesiente auf Sardinien. Die Gemeinde liegt etwa 18,5 Kilometer östlich von Carbonia und etwa 25 Kilometer südöstlich von Iglesias. Teile der Gemeinde liegen im Parco Geominerario Storico ed Ambientale della Sardegna.

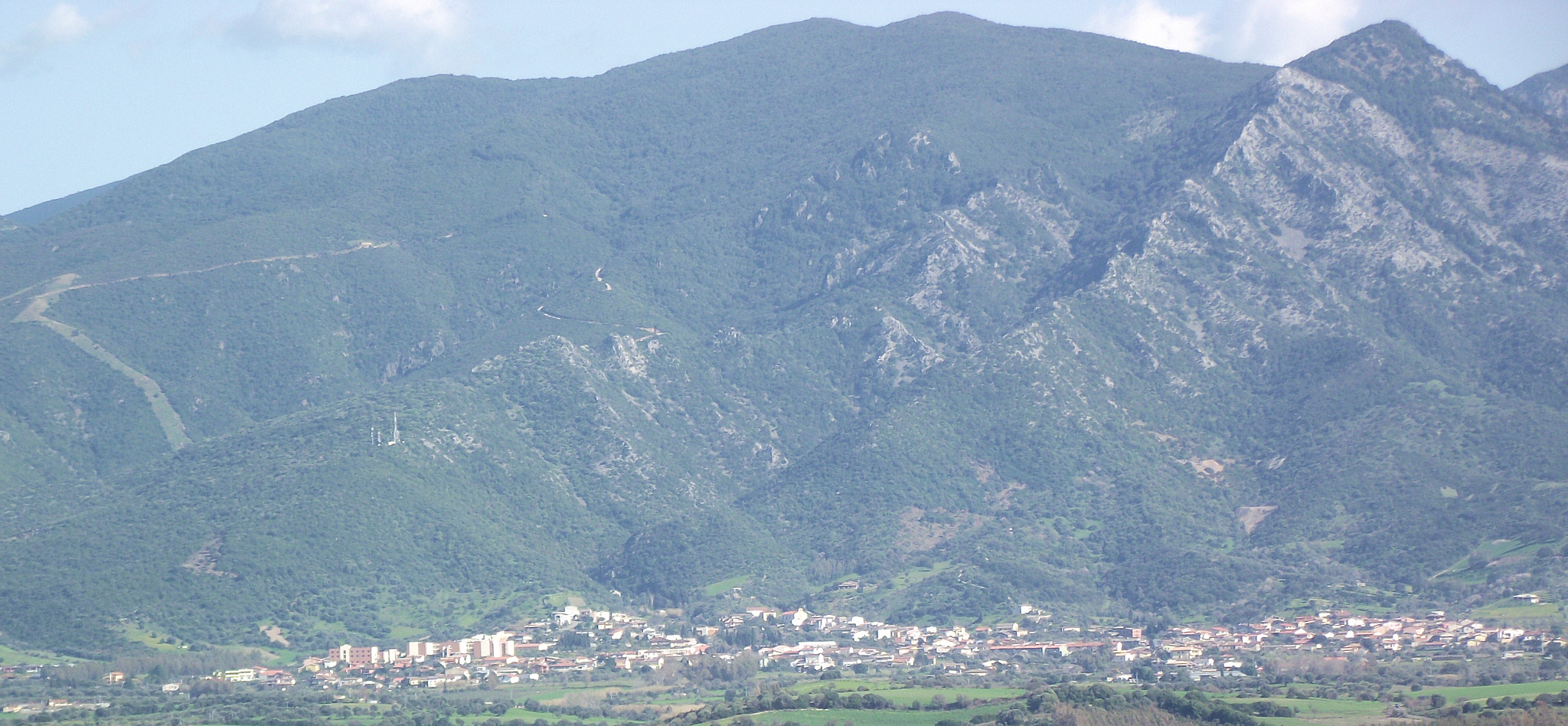
Nuxis von Narcao aus betrachtet

Bei Nuxis liegen das Brunnenheiligtum di Tattinu in der Nähe der byzantinischen Kirche Sant’Elia und die Domus de Janas von Pranedda.

## Verkehr
Durch die Gemeinde führt die Strada Statale 293 di Giba von Giba nach Sanluri.